# 얀 밀리치 로흐만

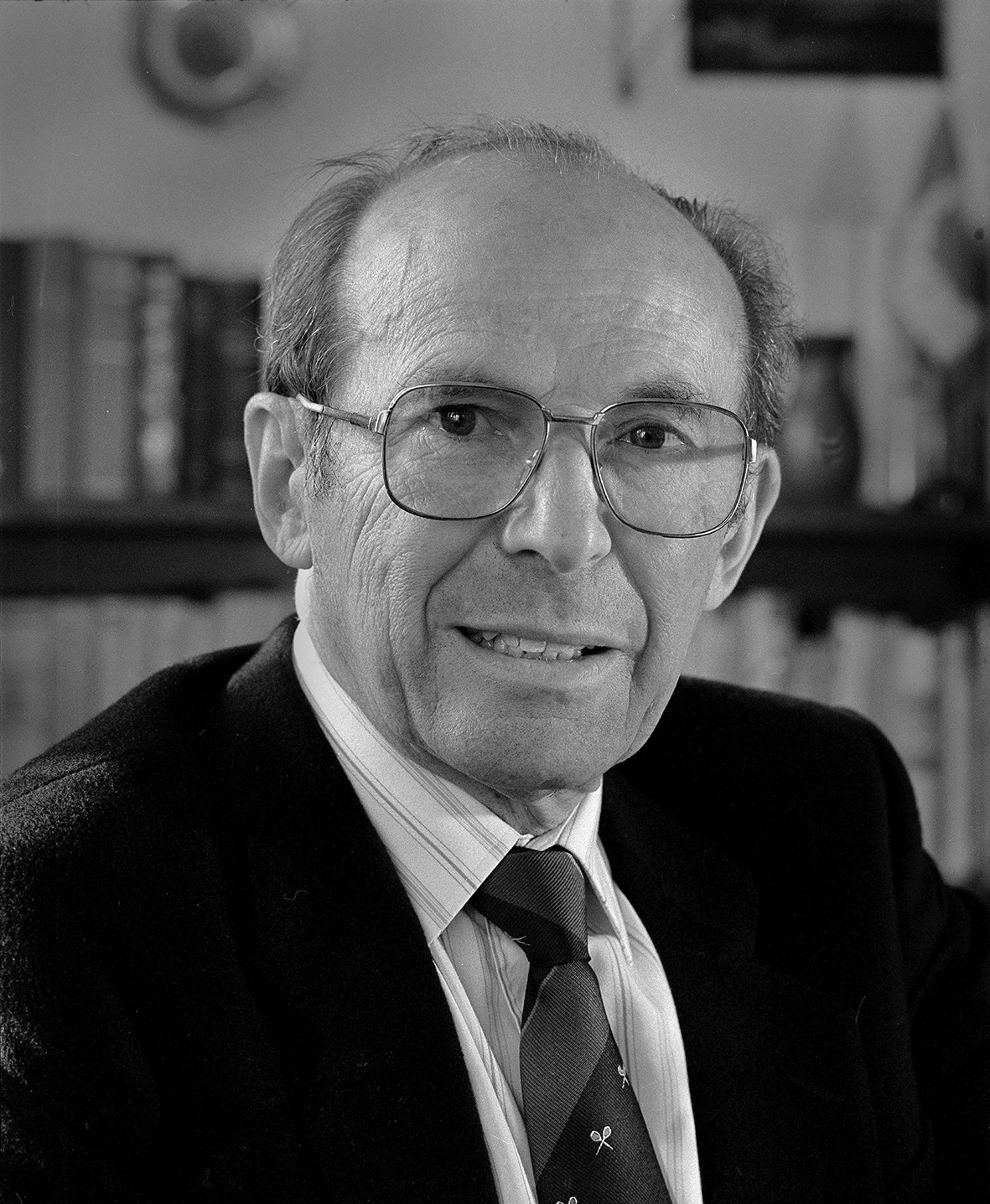

얀 밀리치 로흐만(Jan Milic Lochman, 1922-2004)은 바젤 대학교수였다. 그는 세계 교회 협의회에서 수십 년 동안 에큐메니칼 단체에서 일해 왔다 .1968년부터 1975년까지 그는 WCC 중앙위원회 및 집행위원회의 위원이었고, 1975년부터 1991년까지는 WCC 신앙과 교회직제위원회의 위원이었다. 그는 또한 1970년부터 1982년까지 세계개혁교회연합(World Alliance of Reformed Churches)에서 신학부 회장으로 일했다. 그의 연구분야는 조직신학과 에큐메니컬 신학이었다. 제자로는 한국의 임희국 박사를 비롯한 정미현 박사(연세대), 김원배 박사, 정권모 박사, 정성훈 박사가 있다.

## 생애와 신학
그는 개혁교회의 전통의 부모님으로부터 체코에서 태어났다. 그는 1941년 나호드(Náchod) 고등학교를 졸업했다. 1945년 카를 대학의 체코 부분 이 다시 개교한 후, 그는 코메니우스 개신교 신학부(현재의 카를 대학 개신교 신학부)에서 신학과 철학을 공부하고 1948년 박사 학위를 받았다. 그 후 그는 체코 형제회 복음주의 교회 의 목사로 안수되었습니다 . 설교자로 잠시 활동한 후 그는 프라하의 코메니우스 학부로 돌아와 강사로 일했다. 1960년부터 그는 그곳에서 철학과 조직신학 교수로 가르쳤다. 그는 컬럼비아 대학 의 유니온 신학교(뉴욕시) 에서 1년을 보낸 후 1968년 바젤 대학의 조직신학 정교교수로 임명되었다. 1981년과 1982년에 그는 바젤 대학교의 총장을 역임했다. 1990년부터 그는 체코와 슬로바키아 대학에서도 초청 강의를 할 수 있었다. 1992년부터 명예교수이다. 제2차 세계대전에서 소련이 나치를 물리친 틈을 타서 체코는 1944년 해방되었으나, 곧 코민테른(Communist International)의 지도를 받는 공산당 정부가 들어섰다. 신학교를 졸업한 로흐만은 잠시 있었던 해방기를 틈타 영국으로 유학했다. 여기서 만난 에밀 부르너(Emil Brunner, 1889-1966)의 추천으로 스위스 바젤대학에서 신학을 계속 공부할 수 있었다. 그는 여기서 칼 바르트의 신학을 공부했고 졸업 후 체코에 돌아와서 프라하대학 신학부의 교수가 되었다. 이곳에서 박사학위 논문과 교수자격 논문을 쓰며 약 20년을 지냈다. 그리고 1967년 바젤대학교 교수로 초청 받아 총장까지 지냈고 그동안 한국에도 몇 차례 방문해 설교와 강의를 했다. 로흐만의 신학에 의하면 ‘철저한 유산’을 공동으로 물려받은 사람들은 기독교와 사회주의 사이에서 ‘그리스도냐 프로메테우스(그리스 신화에 나오는 영웅)냐?’를 선택할 것이 요구되고 있다. 그는 마르크스주의를 프로메테우스적인 유사(類似) 메시아적 구원론으로 본다. 그러므로 기독교는 인류사회에서 혁명의 폭력성을 정당화하는 마르크스주의를 거부해야 하지만, 이를 극복하기 위해서는 대화는 계속해야 한다고 말한다.

## 수상
- 토마시 가리크 마사리크 훈장 (1998)
- Nové Město nad Metují 명예시민(1991)
- 애버딘대학교 명예박사(1973)
- 세인트앤드루스대학교 명예박사(1989)
- 프라하 카를대학교 명예박사(1992)